# Pickleball

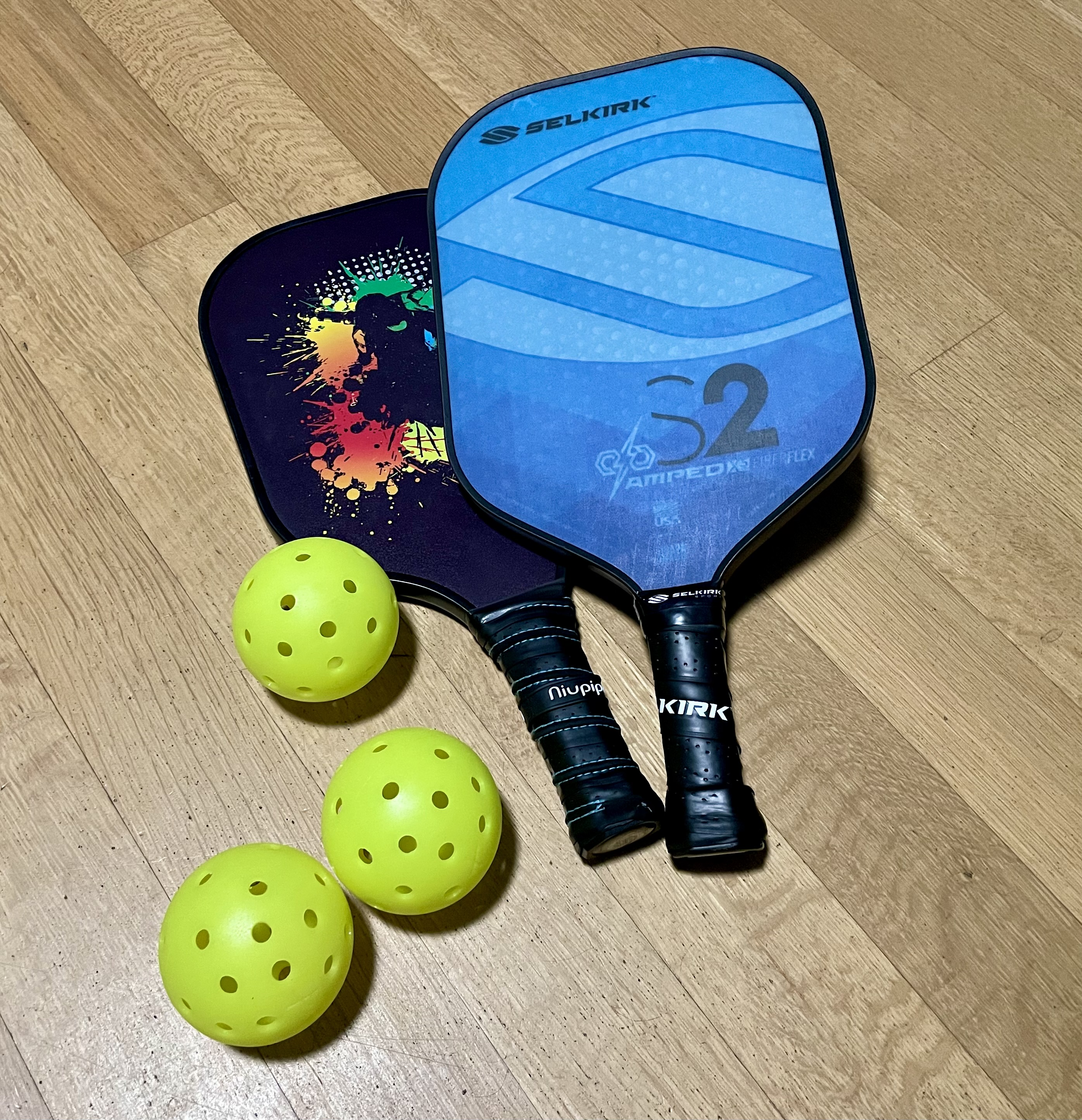
Pickleballballen en rackets

Pickleball is een racketsport, waarbij twee of vier spelers een holle plastic bal met gaten over een net moeten spelen. Het spel werd in 1965 bedacht als kinderspel in de achtertuin.
Hoewel het spel wat weg heeft van tennis en tafeltennis, heeft het eigen spelregels en materiaal, en wordt het op een veld gespeeld met unieke afmetingen. Het veld meet 13,4 bij 6,1 meter (44×20 feet) en wordt gescheiden door een 86 centimeter (34 inch) hoog net. 
Enkel de speler/kant die serveert kan een punt scoren, en de bal mag een maal stuiteren voor hij wordt teruggespeeld. 2,1 meter (7 feet) aan beide zijden van het net is de no-volley zone, hier moet de bal eerst een maal stuiteren voordat het wordt teruggespeeld. Na het serveren moet de bal verplicht stuiteren aan beide zijden, daarna mag er ook een zogenaamde volley over het net worden geslagen, en is de stuit optioneel.

## Terminologie[2]

### Algemeen
- Serve: De eerste slag om het spel te starten. Het moet diagonaal worden geslagen en onderhands uitgevoerd.
- Volley: Het slaan van de bal voordat deze de grond raakt. Volleys zijn alleen toegestaan buiten de keukenzone.
- Double Bounce Rule: Regel die bepaalt dat de bal bij de eerste slagen aan beide kanten één keer moet stuiten voordat het spel vrij doorgaat.
- Kitchen (Non-Volley Zone): Een gebied van 2,1 meter aan beide kanten van het net waar spelers geen volleys mogen uitvoeren.
- Rally: De uitwisseling van slagen tussen beide teams voordat een punt wordt gescoord of een fout wordt gemaakt.
- Drop Shot: Een zachte slag die de bal net over het net in de keukenzone laat vallen.
- Fault: Elke overtreding van de spelregels, zoals het niet correct serveren; het slaan van de bal in het net; en het raken van de bal buiten de grenzen.
- Side Out: Wanneer het recht om te serveren naar het andere team gaat.
- Let: Een serve die het net raakt maar correct landt in het servicevak. Dit resulteert in een herkansing van de service.

### Spelposities en Puntensysteem
- Server: De speler die de bal in het spel brengt.
- Receiver: De speler die de serve probeert terug te slaan.
- Even Court / Odd Court: De rechterkant van het veld wordt het "even court" genoemd (wanneer het scoreaantal even is), en de linkerkant is het "odd court" (wanneer het scoreaantal oneven is).
- Game Point: Het moment waarop een team één punt verwijderd is van de overwinning in een wedstrijd.
- Pickleball Score: Scores worden in de volgorde genoemd: server score, receiver score, en server nummer (bij dubbelspel). Bijvoorbeeld: "5-3-1" betekent dat het 5-3 staat, met de eerste server van het team aan de beurt.

### Slagtechnieken en Stijlen
- Lob: Een hoge slag die de bal over de tegenstanders tilt, bedoeld om hen naar achteren te dwingen.
- Dink: Een zachte, gecontroleerde slag over het net, meestal binnen de keukenzone.
- Smash: Een krachtige slag waarbij de bal naar beneden wordt geslagen, meestal vanuit een hoge positie.
- Spin: Een techniek waarbij de bal wordt geslagen om rotatie te geven, wat de bal onvoorspelbaarder maakt voor de tegenstander.

### Overige Begrippen
- Dead Ball: Een bal die niet meer in spel is na een fout of punt.
- Paddle: Het racket dat wordt gebruikt in pickleball, meestal gemaakt van hout, grafiet of composietmaterialen.
- Wiffle Ball: De kunststof bal met gaten die speciaal is ontworpen voor pickleball.
- Net Fault: Wanneer de bal het net raakt maar niet correct in het veld landt.
- Crosscourt: Een slag die diagonaal over het net naar het andere veld wordt gespeeld.
- Down the Line: Een slag langs de zijlijn van het veld, parallel aan het net.